# Grupo Opaia SA
O Grupo Opaia SA é uma sociedade gestora de participações do direito angolano sediada em Luanda, Angola, executando projetos e serviços de construção civil, tecnologia de energia solar, sistemas de água potável, hotelaria e turismo, agricultura, finanças e mais. Foi fundada pelo angolano Agostinho Kapaia, natural do Huambo, em 2002. A partir do ano 2012 começou a ser representada numa escala nacional com o plano de cobrir todas as províncias com os seus serviços. Na sua maioria, os projetos encontram-se numa fase inicial, mas as empresas a Greenpower e NBASIT e os projetos Meña da Opaia Águas e a Casa Feliz da Opaia Construção já receberam uma grande publicidade. Por razões de compra, investimento e conhecimento internacional entre outros, tem escritórios além-fronteiras, em Lisboa - Portugal, São Paulo - Brasil, Guangzhou - China, Miami - Estados Unidos e a sua sede em Angola, mais propriamente na capital de Luanda.

## Opaia Produção
A Opaia Produção começou as suas operações em 2012 e abrange as divisões Opaia Energia, Opaia Ambiente e Opaia Engenharia, das quais também consistem várias subunidades.

### Opaia Energia
A empresa Opaia Energia quer providenciar serviços para a área petrolífera, através do serviço Energia, Oil e Gas Consulting e Manutenção. Para isso a empresa está à procura de parcerias com outras empresas. A opaia Energia que tem como Director Geral o Engº Duarte Cardoso, está a proceder à implementação de acordos de colaboração e prestação de serviços com várias entidades particulares e públicas.

### Opaia Ambiente
A Opaia Ambiente consiste em três empresas, das quais: Greenpower, Opaia Águas e Opaia Resíduos.

### Greenpower
A Greenpower, liderada pelo Director Geral Engº Carlos Igrejas, é uma empresa de energias renováveis e estas são: energia solar fotovoltaica e energia solar térmica. Está localizada em Viana Park em Luanda com um showroom, loja e linha de montagem de Kits. As duas áreas de negócios são a distribuição de equipamentos e a realização de projetos ‘chave-na-mão’, que consiste no desenvolvimento,  implementação e a manutenção de sistemas. A Greenpower quer instalar sistemas fotovoltaicos para iluminação de escolas, hospitais, postos policias, órgãos administrativos e vias públicas, e também para o fornecimento de água para a rega na agricultura e pela colocação de painéis para aquecimento de água. O grupo-alvo são as populações rurais. As instalações da empresa foram inauguradas em Maio de 2012 na presença do Secretário de Estado para a Energia, Joaquim Ventura com um investimento inicial estipulado em seis milhões de dólares norte-americanos. Segundo Carlos Igrejas, a empresa espera faturar 11,5 milhões USD e criar 50 postos de trabalho efetivos e 70 não efetivos, pelos vários projetos previstos a ser implementados nas 18 províncias de Angola. A fábrica conta ainda com uma força laboral inicial de 30 pessoas. A empresa realizou algumas experiências-piloto nas províncias do Namibe e Cuanza Norte, num projeto subsidiado pelo governo central. O administrador do grupo, Carlos Rola, divulgou que dependendo das necessidades dos clientes, os painéis solares montados orçaram em volta de 1000 á 40.000 USD. A Greenpower firmou nessa altura um contrato com o governo provincial de Luanda para a instalação de pelo menos 500 postos de energia elétrica em sete bairros.
O projeto pode ser bem sucedido, se atendermos a localização geográfica do país. Angola beneficia diariamente de muitas horas de sol e este projeto pode reduzir a necessidade de geradores e o uso de petróleo. Enquanto a tecnologia é importada de países como a China, Alemanha e os Estados Unidos, a montagem, formação e manutenção dos equipamentos é feita em Angola.
O presidente da sociedade Agostinho Kapaia confirmou que um dos principais objetivos da criação da empresa é ajudar no combate á pobreza e desenvolvimento do país. Ele declarou no ato de inauguração: ‘Só os países que conseguem combinar o crescimento económico com o desenvolvimento social podem se considerar Estados com olhos postos no futuro e Angola é certamente um desses países, por isso a Greenpower pretende liderar esta transformação energética’. O Secretário de Estado para a Energia, Joaquim Ventura, considerou a empresa como parceira do governo na implementação dos seus projetos energéticos, especialmente na zona rural. Nas zonas remotas e ou em grande parte da província de Luanda ainda existem desafios enormes no que concerne fornecimento de eletricidade. Até 2012 Angola era, na área das energias renováveis dependente das empresas sedeadas no estrangeiro e a capacidade técnica para a execução dos projectos tinha que ser importada.

### Opaia Águas
A segunda unidade da Opaia Ambiente é a Opaia Águas, apresentada a imprensa em Abril de 2012 através do primeiro projeto, faz a gestão de sistemas de águas que consiste no abastecimento e tratamento. Na área de tratamento destaca-se o projeto Meña, que está delineado para levar água pura e potável a pequenas habitações de 500 a 2.000 habitantes com carência de água potável, até os locais mais remotos do país. O responsável para coordenação técnica deste projeto é Nuno Dias. O Meña é um sistema que funciona automaticamente com energia solar, mas também com gerador ou bateria. Dependente da região, pode purificar a água proveniente de rios, lagos e lagoas, incluindo água considerada salobra. Tem membranas de ultra filtração por onde a água passa já ficando tratada e própria para o consumo doméstico. Assim a areia usada convencionalmente não é necessário nem outro tipo de produto para desinfetar. Este processo extrái eficazmente todas as matérias orgânicas, vírus e as bactérias.
O investimento inicial do Meña foi estipulado em cerca de 700 mil USD e as primeiras províncias a beneficiar do projeto foram as províncias do Cuanza Norte e o Namibe. O valor de compra duma unidade varia entre os 50 mil e os 120 mil USD, tendo o modelo menor uma capacidade de produzir dois mil litros de água por hora. O custo previsto per capíta é de 40 á 50 USD. Nuno Dias informou que se trata de um projeto criado para a realidade angolana, com uma analise do local de captação, estudos sobre a qualidade da água e adequaram as condições às necessidades das populações. A empresa recrutou e formou técnicos locais para manter a funcionalidade dos equipamentos. Aliás, está incluído no programa governamental de Combate á Pobreza para promoção do desenvolvimento económico e social sustentável, segundo os responsáveis. ‘Irá garantir melhor segurança alimentar e diminuir a incidência de doenças transmissíveis através de águas contaminadas’.
O projeto também está indicado para operações militares ou humanitárias. Os governos províncias parecem ser os clientes naturais do projeto. Com a presença do Grupo Opaia no Brasil a empresa tentou mesmo vender as soluções Meña no nordeste daquele país. O nome Meña é traduzido por ‘água’ em quimbundo, uma das línguas nacionais de Angola. Tem uma terminologia não utilizada na grafia angolana, mas está justificada por ser uma marca do ponto de vista artístico.

### Opaia Resíduos
Finalmente a Opaia Ambiente tem uma unidade chamada Opaia Resíduos que tería pretensões de  concentrar a sua força produtiva na capital de Luanda, segundo a informação no website do Grupo. Tem também como plano, participar na gestão da recolha de resíduos sólidos e também na limpeza urbana e suburbana e no seu tratamento ambiental, visando fazer isso através de aterros ou até mesmo de incineradoras. É uma área de expansão futura, no Verão de 2012 estavam em negociações com três províncias para a construção de aterros para o lixo hospitalar.

### Opaia Engenharia
A terceira e última seção da Opaia Produção é a Opaia Engenharia. Tem quatro unidades ou empresas, sendo a Openip – Fiscalização, a Opaia Clima, a Opaia Construção Civil e a Opaia Manutenção Imobiliária.

### Openip – Fiscalização
Esta empresa faz a fiscalização completando as ofertas e faz o acompanhamento das obras públicas e privadas que as empresas ofereçam. Uns dos exemplos são a coordenação e gestão de projetos, a consultoria em engenharia e a descontaminação dos solos. E isto pode ser a intervenção nos hotéis, infraestruturas turísticas, edifícios de escritórios, até nas obras de arte. As próprias empresas do Grupo Opaia são possíveis clientes.

### Opaia Clima
A Opaia Clima organiza estudos, análises e implementações de sistemas industriais de ar condicionado e de ar forçado. Faz a montagem dos sistemas e a posterior manutenção.

### Opaia Construção Civil – Microcenter Construções
Na Opaia Engenharia a empresa de construção civil era a mais famosa nos primeiros anos atravéz do projeto Casa Feliz. A Opaia tinha adquirido terrenos no Huambo e em Luanda. Também foram aprovados projetos para a edificação de três condomínios no bairro Benfica e condomínios no bairro Talatona em Luanda. Isto foi publicado num artigo extensivo da revista angolana Exame em Junho de 2012, em que também foi anunciado que o projeto Casa Feliz no Huambo já foi concluído.

### Casa Feliz
O sucesso começou em 2010 com a apresentação do primeiro projeto chamado Casa Feliz, para responder ao grave problema de habitação em Angola. O encarregado-geral das obras da empresa responsável, a Microcenter Construções, foi João Carlos Gomes. Previa construir 25 mil casas de baixa renda em sete das 18 províncias de Angola. As habitações são desenhadas com infraestruturas urbanísticas, principalmente as redes de abastecimento de água potável, eletricidade e saneamento básico. Os kubicos são do tipo T3, tendo 100 metros quadrados de área útil em lotes até os 400 metros quadrados. A empresa estimava que o preço duma casa fosse a menos de 10 por cento do valor médio praticado no mercado imobiliário e podiam ser comercializados até ao preço de 40 mil USD (30,47 mil euros). Houve também a intenção de construir infraestruturas comuns de lazer, como os parques infantis e campos desportivos. O montante das casas em cada província seria estipulado em sete mil casas em Luanda, três mil cada em Huambo, Huíla e Cabinda, cinco mil em Benguela e dois mil casas cada em Bié e Zaire. A maioria das casas que a Microcenter ia construir estavam protocoladas com o Governo, que deveria proceder á sua entrega às famílias que se encontram em zonas de risco ou em necessidade de transferência para outras construções a ser feitas.
O projeto iniciou em Janeiro de 2010 e tinha uma estimativa de dois anos de duração, na província do Huambo. As primeiras mil casas precisariam de um investimento de quatro milhões USD. Isso proporcionaria 60 vagas de emprego diretos e indiretos, para jovens angolanos que tivessem capacidade de edificação de quatro casas pré-fabricadas por dia. Estava enquadrado no Programa Nacional de Urbanismo e Habitação, que tem por objetivo beneficiar cidadãos de baixo e médio rendimento. Além disso, a construção planeada deveria gerar dois mil postos de trabalho, maioritariamente a ser ocupados pelos angolanos, segundo o sócio-gerente na declaração a imprensa nacional ANGOP. As casas poderiam ser vendidas no valor relativamente baixo graças ao acordo feito entre a empresa e o Estado Angolano para que este suportasse os custos dos terrenos. O projecto seria bem-vindo a partir do momento que se percebesse que os preços das casas em 2008 ainda rondavam pelo menos um milhão USD e levando em consideração que em Luanda em 2012/3 um apartamento T3 ainda pode ultrapassar isso. Mas mantém-se exorbitante o preço de 40 mil USD para a maioria da população e o governo tentou resolver isso com a criação de um programa de incentivo ao crédito a partir dos bancos comerciais que passaria pelo crédito bonificado, o que é bastante dificil constactar-se na prática.
Em Maio de 2011 seriam entregues 30 residências ao governo do Huambo, segundo  João Carlos Gomes declarou numa notícia á Angop. Tratou-se dum lote na reserva fundiária do Lossambo 11 quilómetros a sul da cidade do Huambo, parte de um lote de 500 habitações que seriam construídas naquela localidade.

### Opaia Manutenção Imobiliária
A última unidade da Engenharia é a Opaia Manutenção Imobiliária. No mês de Novembro 2012 ainda não tinha sido nada publicado sobre o estado desta empresa.

## Opaia Imobiliária
A segunda divisão do Grupo Opaia é o imobiliário subdividido em 3 partes a citar: nas unidades do Turismo, da Agricultura e da Promoção. Tem o centro na província do Huambo.

### Hotel Ekuikui
O Hotel Ekuikui na cidade do Huambo era o primeiro projeto hoteleiro de uma rede de 20 hotéis da sociedade gestora de participações, dirigido a um segmento de clientes mais alto. O hotel seria inaugurado em Agosto de 2012 com o nome de um antigo rei do Huambo, e teria quatro estrelas. A capacidade seria de 80 quartos e receberia um investimento de 12 milhões USD financiado pelo banco BAI. O objetivo é a construção de um hotel em cada província. ‘Se tudo correr bem temos planos para expandir este modelo de negócio para outros países como Brasil e Moçambique. Estamos a convidar a banca e alguns investidores nacionais e internacionais para se associarem a este projeto’, contou o Agostinho Kapaia numa entrevista em Junho de 2012.
O desenvolvimento da empresa está acontecendo no período inicial do plano diretor desenhado pela direção provincial do Comércio, Hotelaria e Turismo que marcou 116 pontos de interesse turístico nos municípios da província para recuperar e explorar até 2017. O chefe da direção provincial divulgou em Setembro de 2012 á ANGOP que considerou de positivo o crescimento da rede hoteleira, com o surgimento de hotéis e restaurantes em todos os municípios desta região. Nessa data o setor disponibilizava de 926 quartos e mais de 1.201 camas no Huambo.

### Foz do Cuanza
Foz do Cuanza seria um resort da Opaia Turismo localizado na comuna de Barra do Cuanza, próximo à foz do rio Cuanza, a sul da capital de Luanda, junto á costa ao lado sul-leste do rio numa área de sete hectares. A documentação legal, o plano de negócio e o estudo de viabilidade estavam na posse da empresa em Junho de 2012, enquanto nessa altura ainda esperava a entrada de parceiros.

### Opaia Agricultura: Agripaia Agropecuária
A segunda unidade da Opaia Imobiliária é a Opaia Agricultura com a empresa Agripaia Agropecuária, proprietária de uma área de 600 hectares na Fazenda Chipipa nos arredores da cidade do Huambo. A empresa quer retomar uma prática na agricultura angolana que tinha grande sucesso nos tempos coloniais e também contribuir para o abaixamento dos preços altos no mercado interno, o qual é altamente dependente das importações com taxas de produtos alimentares muito elevadas. Era ´um projeto inovador’ no setor da fruticultura e vinicultura e dos cereais, em que foi investido um montante de dois milhões USD. Um gestor brasileiro foi contratado para auxiliar na preparação das terras e na compra de maquinaria. Em Junho de 2012 a empresa estava à espera da resposta do Banco de Desenvolvimento de Angola (BDA) a um pedido de financiamento de seis milhões USD.
O setor agrícola é prometedor, mas não é fácil. A produção ainda não está a fornecer o próprio mercado, razão pela qual Angola depende das importações e por que os preços continuam altos. Mas a potência é enorme: documentos das Nações Unidas e um projeto publicado de uns alunos da Universidade Checa das Ciências da Vida Praga calculam de 35 até 67 milhões de hectares de Angola apto para agricultura, dos quais poucos estão em uso regular. Este projeto poderia contribuir na produção nacional e criar emprego. O soba (tipo chefe tradicional duma comunidade ainda chamado assim nos tempos modernos) e os seus filhos também trabalham na fazenda. Neste sentido o projeto é primeiramente socioeconómico.

### Opaia Promoção
A última unidade da Opaia Imobiliária é a Opaia Promoção que enquadra um projeto logístico e uma empresa. Também chamada Opaia Logística, tem espaços para armazenagem nas zonas transfronteiriças das províncias do Moxico e do Zaire, destinados para utilização própria, venda e alugar.

### Centro Logístico de Belém
O Centro Logístico de Belém estará situado em Belém no norte da província do Huambo, próximo das províncias do Kwanza-Sul e do Bié, no centro de Angola. Será formado por 12 armazéns e um largo espaço comercial para lojas de retalho. Com este local espera-se fixar um importante entreposto de distribuição bem situado. Numa entrevista em Junho de 2012 para a revista Exame, Agostinho Kapaia explicou que o terreno já foi adquirido e aguardou-se pelas licenças. A construção irá começar em 2013.

### Ovikuata
A Ovikuata é uma empresa que nasceu para comercializar imobiliários. No mês de Novembro de 2012 ainda não havia informações sobre o investimento ou a organização.

## Opaia Investimento
A terceira divisão do Grupo Opaia é a Opaia Investimento, dividida em duas unidades: a Opaia Incubadora e a Opaia Investimentos Financeiros, que têm duas iniciativas cada. Através de investimentos financeiros pretende captar e criar negócios e gerar novos empregos.

### NBASIT / Novabase
NBASIT é uma empresa direcionada a soluções tecnológicas de negócios, nos sectores bancário, telecomunicações, energia e também transportes, fornecendo-lhes infraestruturas inteligentes, data centres, consultoria de processos, tecnologia de informação, sistemas de venda de bilhetes e mais. O escritório foi inaugurado em Luanda em Outubro de 2010, como resultado da parceria entre a renomada empresa portuguesa Novabase e a empresa angolana Microcenter do António Mosquito, que detinham ambos 50 por cento. É na Microcenter da qual o Grupo Opaia é parcialmente proprietário. Como administrador executivo da nova empresa começou o Miguel Vicente. A brochura da Opaia indica também que a NBASIT é ‘vocacionada por excelência’ para dar apoio aos startups, novos projetos empresariais com características inovadoras e originais. A ajuda aos novos empreendedores nos planos de negócios e na procura de financiamento é a outra tarefa que a empresa queria empenhar. O presidente da Novabase Luís Paulo Salvado disse em 2009 que visava no potencial do mercado Angolano a possibilidade para NBASIT ser o líder dentro de alguns anos. Quanto á parceria, os dois já desenvolviam outros projectos na altura.
O capital inicial social foi meio milhão USD, declarado por Salvado a imprensa na sua abertura em Luanda. Um montante que poderia aumentar através do crescimento no mercado. A própria Novabase foi criada em 1989 em Portugal está cotada no bolso de valores Euronext Lisboa desde 2000, desenvolvendo uma certa experiência neste período, obteve receitas de 241 milhões de euros (342 milhões USD) em 2009 em negócios em 28 países. Angola era uma nova prioridade e com cerca de 20 colaboradores a NBASIT ia investir 300 mil USD na formação, com a esperança de atingir um volume de negócios superior a 10 milhões USD até ao final de 2010. Os clientes na altura eram Unitel, Movicel, ZAP, Multitel, BAI, Millennium, Atlântico e BESA entre outros. O irmão do Presidente Kapaia, o Aires Kapaia trabalha também no grupo e já tinha trabalhado com ele como técnico da Novabase.

### Ever It
Outra parceira do Grupo Opaia é a Ever It, que se dedica á implementação de sistemas de tecnologias de informação nas empresas. Funciona na programação e manutenção de sistemas informáticos e no licenciamento de produtos de software.

### Opaia Investimentos Financeiros
A segunda seção da Opaia Investimento é a Opaia Investimentos Financeiros, vocacionada às áreas de Educação e Banca, é dedicada à procura de financiamento (também para o Estado Angolano) e gere as participações financeiras do grupo. Um escritório importante nestas áreas encontra-se em Miami nos Estados Unidos.

### Educação
O Grupo Opaia detém uma participação de 30 % na Escola Técnica Superior da Administração Pública (ETSAP), e 30 % no Instituto de Formação Pública e Administrativa (I.F.P.A.). A ETSAP está direccionada na formação de quadros intermédios e ao ensino técnico-profissional. Esta escola está localizada em Luanda e arrancará em 2013 em parceria com universidades brasileiras. O escritório em São Paulo, Brasil, ocupa-se diretamente a esta ligação.

### Banca
Este serviço financeiro tem recursos próprios para funcionar como uma solução no apoio bancário. Está focado às populações mais carenciadas segundo a brochura do Grupo, de modos a melhorar as economias locais.

## Opaia Serviços
A última área da Opaia é a Serviços que quer suportar as áreas de gestão administrativa e operacional das empresas do grupo assim como clientes externos.

### Opaia Distribuição
Opaia Distribuição é a unidade responsável pela distribuição dos produtos do Grupo e clientes externos e está visada para estar presente em 15 províncias nas lojas próprias até ao final de 2013.

### M. Katur Housing and Cars
M. Katur é a firma de transporte e aluguer de viaturas localizada em Luanda desde 2008, sob custódia do Grupo Opaia. Tem a intensão de dar mobilidade do transporte aos angolanos, mas ainda mais aos estrangeiros, podendo também reservar alojamento para os mesmos. Neste sentido foi feito uma ligação com o mercado hoteleiro e de turismo em Angola.

### Opaia Europa
A Opaia Europa em Lisboa, Portugal, tem como objetivo procurar recursos (humanos) e soluções em todo o mundo para o desenvolvimento dos seus negócios e também estão avaliadas aqui as oportunidades de investimentos fora de Angola. A Opaia Europa dedica-se acima de tudo ao controlo de gestão, negócios e recrutamento.